# 德國聯邦救難犬協會
德國聯邦救難犬協會（德語：Bundesverband Rettungshunde e.V.，縮寫BRH）是德國一家專門訓練搜救犬的組織，成立於1976年。為德國規模最大及歷史最為悠久的搜救犬組織，在全德國境內有70個分會。截至2018年，該協會共擁有約714隻合格的搜救犬以及1013隻訓練中的搜救犬。
德國聯邦救難犬協會與台灣關係良好，曾在921大地震時派員來台協助救災，2018年3月在台中市霧峰區的國際非政府組織中心內設立台中分會。

## 外部連結
- 官方网站（德文）
- 德國聯邦救難犬協會的Facebook專頁
- 德國聯邦救難犬協會的X（前Twitter）